# Fearsome critters
Col nome di fearsome critters (AFI: [ˈfɪə(ɹ)səm ˈkɹiːtə], "creature terrificanti" essendo critters una pronuncia distorta dell'inglese creatures, "creature") viene definita tutta una serie di creature mostruose zoomorfe (circa una ottantina in tutto) facenti parte della fauna fantasiosa del Nord America, derivata dai racconti umoristici dei tagliaboschi e dei primi pionieri, diretti a disorientare e irridere i più sprovveduti.
Il fenomeno dei fearsome critters, più che essere una serie di racconti con una continuità spazio-temporale definita, assume le caratteristiche di un vero e proprio filone dilatato nel tempo, sorto alla fine del XVIII secolo e portato avanti a più riprese fino ai tempi attuali.
La fonte letteraria più antica è un diario storico del 1781, General History of Connecticut, di S. Peters, che cita quattro creature di questo tipo presenti nei racconti folkloristici diffusi fra le comunità di boscaioli. Racconti e testimonianze hanno ampia diffusione, soprattutto nel XIX secolo, nelle aree montane e boscose della regione dei Grandi Laghi (stati del Minnesota e Wisconsin in particolare) e negli stati nord-orientali al confine tra Stati Uniti e Canada.
In massima parte, i fearsome critters sono, come sopraddetto, una creazione burlesca, goliardica, senza troppe pretese di verità più che un vero e proprio motivo mitologico. La maggior parte dei racconti inerenti li ritraggono come esseri spassosi, dalle abitudine anomale e volutamente inverosimili, pur non rinunciando in qualche caso ad un pizzico di erudizione nel citare e modificare una tradizione molto più antica.
Alcune di queste creature immaginarie sono state catalogate e descritte nel libro di William T. Cox, Fearsome Creatures of the Lumberwoods, with a Few Desert and Mountain Beasts, del 1910.

## Elenco di alcunefearsome critters
- Axehandle Hound: un segugio con forma di ascia con zampe rattrappite che si nutre di manici d'ascia.
- Flitterbick: uno scoiattolo volante capace di uccidere un bue colpendolo in mezzo agli occhi con grande rapidità.
- Gatto Cactus: un gatto, presente nelle zone desertiche degli Stati Uniti sud-occidentali, con peli simili a spine e taglienti lame ossee che utilizza per tagliare i cactus. Una volta incise le piante, lascia che la linfa fermenti e, successivamente, la beve intossicandosi ed emettendo orribili versi e rumori.
- Giddyfish: piccoli pesci della consistenza della gomma che venivano catturati attraverso buchi nel ghiaccio colpendoli in testa con una pagaia. Tutti gli altri giddyfish salivano in superficie per curiosare e venivano colpiti uno dopo l'altro.
- Gillygaloo: uccello uguale ad un'aquila con una sola ala (vedi Pinnacle Grouse) che viveva sui picchi montani e deponeva uova quadrate tali da non poter rotolare a valle; i tagliaboschi le svuotavano e le utilizzavano per giocare a dadi.
- Glawackus: una creatura del Connecticut descritta in svariatissimi modi, ma sempre con i tratti di una bestia feroce. Di fatto si tratta della continuazione della tradizione delle fearsome critters da parte di un qualche giornalista locale.
- Goofang: pesce che nuotava al contrario, per evitare che l'acqua gli entrasse negli occhi: è una rielaborazione di una leggenda precedente di origine europea che citava un pesce dalle abitudini simili chiamato Acipenser.
- Goofus: uccello del Nordamerica che volava al contrario perché gli interessavano solo i luoghi che aveva già visitato: costruiva anche nidi al contrario, dall'utilizzo incerto.
- Guyascutus: (anche noto come Guyanoosa) una creatura gigantesca tipica del Nord America, avvistata per la prima volta nel 1844, in cima ad alcuni pioppi. Una prima leggenda narra di due commedianti che organizzarono uno spettacolo promettendo di mostrare il mostro al pubblico pagante; una volta che gli spettatori si erano seduti, uno dei due usciva fuori, agitando le braccia e urlando: «il Guyanoosa è libero!» e provocando di conseguenza il panico generale, e permettendo ai due furfanti di fuggire con l'incasso. Con il passare del tempo anche le dimensioni della creatura diminuirono finché venne descritta come un cervo, la cui caratteristica più singolare erano le zampe telescopiche, che gli permettevano di pascolare sui terreni ripidi. Un'altra fonte la descrive come una creatura vegetariana, coperta di squame o scaglie d'osso. Dato che nel passato, era opinione comune che il tasso avesse una zampa più corta dell'altra, e che uno dei nomi affibbiati alla creatura è simile ad un antico termine inglese per "tasso", potrebbe essere questa l'origine della leggenda.
- Splinter Cat, la cui dieta era costituita di api e procioni, che catturava spaccando tronchi con la fronte. Allo Splinter Cat erano attribuiti i danni di tempeste e di fulmini.
- Hidebehind (nascosto dietro): un essere che tendeva agguati ai taglialegna, soprattutto ai più giovani e inesperti, che venivano mandati a cercarlo. La particolarità di questo critter è quella di porsi sempre dietro alla sua vittima cosicché nessuno lo ha mai visto.
- Hodag: un feroce mangiatore di uomini, con corna enormi e grossi occhi sporgenti, dotato di una fila di aculei lunghi e appuntiti. Viveva nelle paludi del Wisconsin e non dormiva mai: per riposarsi l'hodag si appoggiava ad un albero. L'unico modo di catturarlo era fare una profonda incisione nel tronco, e catturarlo mentre il sostegno cadeva. Questa creatura è la versione americana di un mito molto più antico, che descriveva un animale che per dormire si appoggiava ai tronchi (uno di questi è noto come Achlis).
- Pinnacle oppure Grouse od ancora Pinnacle Grouse: uccello a forma di aquila che aveva solo un'ala e quindi poteva volare solo descrivendo cerchi, solitamente intorno ad una collina, produceva uova cubiche (vedi Gillygaloo).
- Roperite: un animale saltellante dal muso simile ad un uccello ma col becco terminante con una corda con cui può prendere al lazo i conigli che sono la sua preda.
- Serpente Anello: serpente americano che si mordeva la coda e rotolava via a grande velocità; l'unico modo per sfuggire al suo attacco era quello di gettarsi e attraversare l'anello: la creatura rimaneva così stupita che rinunciava all'attacco. Ricorda l'Uroboro, la cui forma era simbolo dell'eternità nell'arte greca e nell'arte egizia.
- Shagmaw: creatura dalle zampe posteriori di un alce, e quelle anteriori di orso: nella fuga le alternava per confondere gli inseguitori; mangiava qualsiasi indumento lasciato in giro dai taglialegna.
- Shmoo: una creatura moderna nata dalla fantasia di Al Capp, che la descrisse in un fumetto. A differenza di altre creature fantastiche dei fumetti, però, lo Shmoo non ha tratti antropomorfici ed è di natura completamente fantastica. Era una creatura dalla forma di prosciutto che non mangiava nulla: aveva un gusto delizioso, e se lo si fissava con sguardo famelico cadeva morto a terra per puro piacere. Deponeva uova, produceva burro e la sua carne aveva il sapore di bistecca o pollo.
- Snallygaster: creatura dotata di ali, di corna e zampe da uccello, con caratteristiche in parte da rettile e in parte da uccello, che emetterebbe un verso acuto e terrificante.
- Squonk: creatura deforme ed estremamente brutta, dal carattere triste e lamentoso.
- Teakettler: un animale che emetteva il rumore di un bollitore, ed emetteva sbuffi di vapore dalle narici.
- Tripoderoo: animale della California, del tutto simile ad un canguro: avanzava fra i cespugli, e catturava le prede lanciandogli palle d'argilla che teneva in bocca, prendendo la mira con il naso (vedi Canguro fantasma).
- Trota Volante: pesce che viveva sugli alberi e non entrava mai in acqua: i taglialegna alle prime armi venivano spesso mandati a cercarlo.
- Underground Bear: Creatura simile a un orso, con 2 corna al posto degli occhi che trascinava sottoterra chi si addentrava nel bosco.